# Alfred Goodman
Alfred Goodman (geboren als Alfred Guttmann  1. März 1919 in Berlin; gestorben 14. August 1999 ebenda) war ein deutsch-US-amerikanischer Komponist, Musikwissenschaftler und Pianist.

## Leben
Alfred Guttmann war ein Sohn des Musikers Oskar Guttmann und der Sopranistin Paula Joseph. Seine Eltern lebten berufsbedingt von 1923 bis 1931 in Breslau. Musikalisch wurde er zunächst vom Vater unterwiesen und erhielt dann Privatunterricht für Schlagzeug. Am Sternschen Konservatorium studierte er Klavier; bei Sigmund Petruschka erlernte er das Arrangieren. Guttmann durfte als Jude nach der Machtübergabe an die Nationalsozialisten 1933 nur eingeschränkt auftreten und spielte ab 1937 Schlagzeug im Orchester des Jüdischen Kulturbunds.
Guttmann emigrierte im April 1939 über die Niederlande nach London und 1940 in die USA. Nach dem Kriegseintritt der USA 1941 wurde er zur US-Army eingezogen und 1943 eingebürgert; zu dieser Zeit änderte er auch seinen Familiennamen. Im Dezember 1943 wurde er aus dem Armeedienst entlassen und arbeitete fortan als freischaffender Komponist, unter anderem für die Big Bands von Jimmie Lunceford, Buddy Rich und Benny Goodman.
Im Jahre 1947 begann Goodman ein Kompositionsstudium an der Columbia University, das er 1953 mit einem M.A. abschloss. Seine Lehrer waren Otto Luening, Henry Cowell und Normand Lockwood. 1948 heiratete er Edith Foehr, die ebenfalls aus Deutschland geflohen war. Die Ehe wurde 1966 geschieden, Goodman war dann noch mit Renate Rössig verheiratet, mit der er ein Kind hat. Goodman war befreundet mit dem Jazzpianisten Teddy Wilson und mit dem Filmkomponisten Alex North.
Goodman arbeitete als Dozent für Komposition und Kontrapunkt an der Henry Street Settlement School (1957–1960), gab Instrumentationskurse an der Columbia University und wirkte als Komponist und Arrangeur für MovieTone. 1960 komponierte er die Bühnenmusik für das Theaterstück A Bride in the Morning von Hugo Claus in New York.
Er erhielt Kompositionsaufträge aus Deutschland vom WDR und kehrte daraufhin 1960 nach Europa zurück. Er arbeitete ab 1961 in München und war von 1971 bis 1985 beim Bayerischen Rundfunk als Lektor für Ernste Musik angestellt. 1972 wurde er an der TU Berlin bei Carl Dahlhaus mit einer Dissertation über Die amerikanischen Schüler Franz Liszts promoviert. Von 1976 bis 1990 unterrichtete er die Fächer Tonsatz, Kontrapunkt und Angewandte Musik an der Staatlichen Hochschule für Musik München.
Von 1965 bis 1973 organisierte er die Konzertreihe „German-American Interpretation of Contemporary Music“ im Münchner Amerika-Haus. Für die Eröffnung der Olympischen Sommerspiele 1972 in München erhielt Goodman den Auftrag, die Olympia Hymne nach der Melodie von Spyros Samaras zu arrangieren. Das Attentat auf die israelische Olympiamannschaft regte ihn zum Orchesterwerk Pro Memoria an.
Goodman wurde 1991 mit dem Bundesverdienstkreuz ausgezeichnet. Ende 1995 zog er nach Berlin. Sein Grab befindet sich auf dem Jüdischen Friedhof in Berlin-Weißensee.

## Kompositionen
Als Komponist verfolgte Goodman die Idee der Verschmelzung der „E“- und „U“-Musik. Die Dodekaphonie der Zweiten Wiener Schule beeinflusste ihn nicht. Er komponierte Orchesterwerke, darunter 2 Sinfonien und 1969 A Yankee in Schwabing, Kammermusik, darunter 2 Streichquartette, Opern, Orgelmusik, Chormusik, Filmmusik, Hörspielmusik, Werbemusik. Ein Teil seiner Werke ist noch nicht aufgeführt. Das Archiv der Akademie der Künste Berlin enthält Notenhandschriften, Aufführungsmaterial und Skizzen, Manuskripte von wissenschaftlichen Arbeiten, biographische Unterlagen sowie Tonaufnahmen.

### Hörspielmusik (Auswahl)
- 1970: Robert Wolfgang Schnell: Der Fleck auf dem Schuh oder Soll Prometheus gefesselt werden? – Regie: Günther Sauer (Original-Hörspiel, Science-Fiction-Hörspiel – WDR)

## Schriften (Auswahl)
- Musik im Blut : amerikanische Rhythmen erobern die Welt. München : Südwest Verlag, 1968
- Musik von A-Z. Vom Gregorianischen Choral zu Jazz und Beat. Komponisten, Werke, Interpreten, Lexikon. München: Südwestverlag, 1971
- Die amerikanischen Schüler Franz Liszts. Wilhelmshaven: Heinrichshofen, 1972. Diss. phil. Technische Universität Berlin, 1972
- Sachwörterbuch der Musik. München: Südwest Verlag, 1976
- Eine Selbstdarstellung, in: Zeitgenössische schlesische Komponisten, Bd. 3, Gerhard Pankalla, Norbert Linke (Hg., Red.), Dülmen: Laumann-Verlag, 1982, S. 67–85
- Alfred Goodman: Otto Luening. In: Ludwig Finscher (Hrsg.): Die Musik in Geschichte und Gegenwart. Zweite Ausgabe, Personenteil, Band 11 (Lesage – Menuhin). Bärenreiter/Metzler, Kassel u. a. 2004, ISBN 3-7618-1121-7, Sp. 568–570